# Vojtěch Petráček

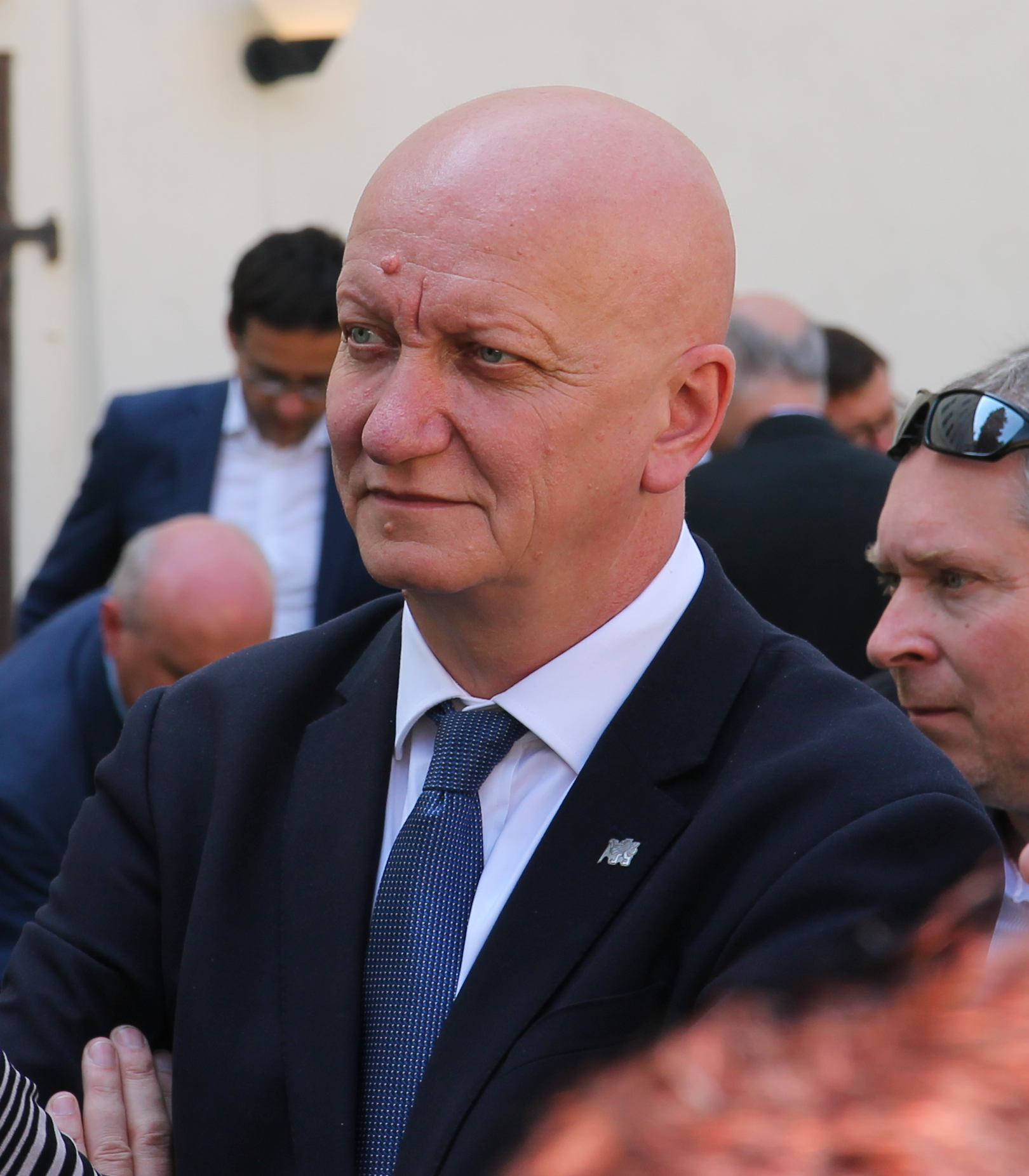
Vojtěch Petráček 2018

Vojtěch Petráček (* 17. Februar 1964 in Prag) ist ein tschechischer Kernphysiker und Hochschullehrer. Von 2018 war er bis zu seiner fristlosen Entlassung aufgrund eines Senatsbeschlusses Rektor der Tschechischen Technischen Universität (CVUT) in Prag.

## Leben und Wirken
Nach dem Abitur am Gymnasium Nad Štolou im Prager Stadtteil Letná studierte Petráček ab 1982 an der Fakultät für Mathematik und Physik der Karlsuniversität, mit Abschluss Promotion im Jahr 1987.
2014 kandidierte er erstmals erfolglos bei der Rektoratswahl der ČVUT. Bei der Kandidatur im Jahr 2017 wurde er gewählt und Ende Januar 2018 von Präsident Miloš Zeman mit Wirkung vom 1. Februar 2018 in diese Position berufen.
Im Mai 2025 beantragten Mitglieder des Akademischen Senats der CVUT die Entlassung des Rektors. Sie warfen ihm vor, unfähig zu sein, die Universität zu leiten, was zu langjährigen Mängeln in der Verwaltung der Hochschule geführt habe, darunter Probleme bei der Haushaltsführung und -genehmigung, ungeklärte Ausgaben für Rechts- und Beratungsdienste und die ungenügende Ausarbeitung interner Vorschriften. Der Antrag folgte auf eine Reihe von Gerichtsurteilen über das rechtswidrige Verhalten von Rektor Petráček, die mit Kosten und Rufschädigung für die Universität verbunden waren.
Am 21. Mai 2025 schlug der Akademische Senat der CVUT dem Präsidenten der Tschechischen Republik mit 39 Stimmen (von 44 anwesenden Senatoren) vor, Petráček aus seinem Amt als Rektor zu entlassen. Diesem Vorschlag kam Präsident Petr Pavel am 30. Mai 2025 nach und die Entlassung wurde am 4. Juni 2025 wirksam.

## Veröffentlichungen
Vojtěch Petráček veröffentlichte (Stand 2025) fast 500 Artikel in peer-reviewten Zeitschriften als Autor bzw. Koautor, darunter 433 als Teil des ALICE-Experiments am CERN und nur zwei mit weniger als 10 Koautoren.